# Hysterura
Hysterura là một chi bướm đêm thuộc họ Geometridae.

## Các loài
- Hysterura agaura
- Hysterura bergmani
- Hysterura cervinaria
- Hysterura declinans
- Hysterura hypischyra
- Hysterura literataria
- Hysterura multifaria
- Hysterura protagma
- Hysterura vacillans